# Institutul C. G. Jung din Zürich

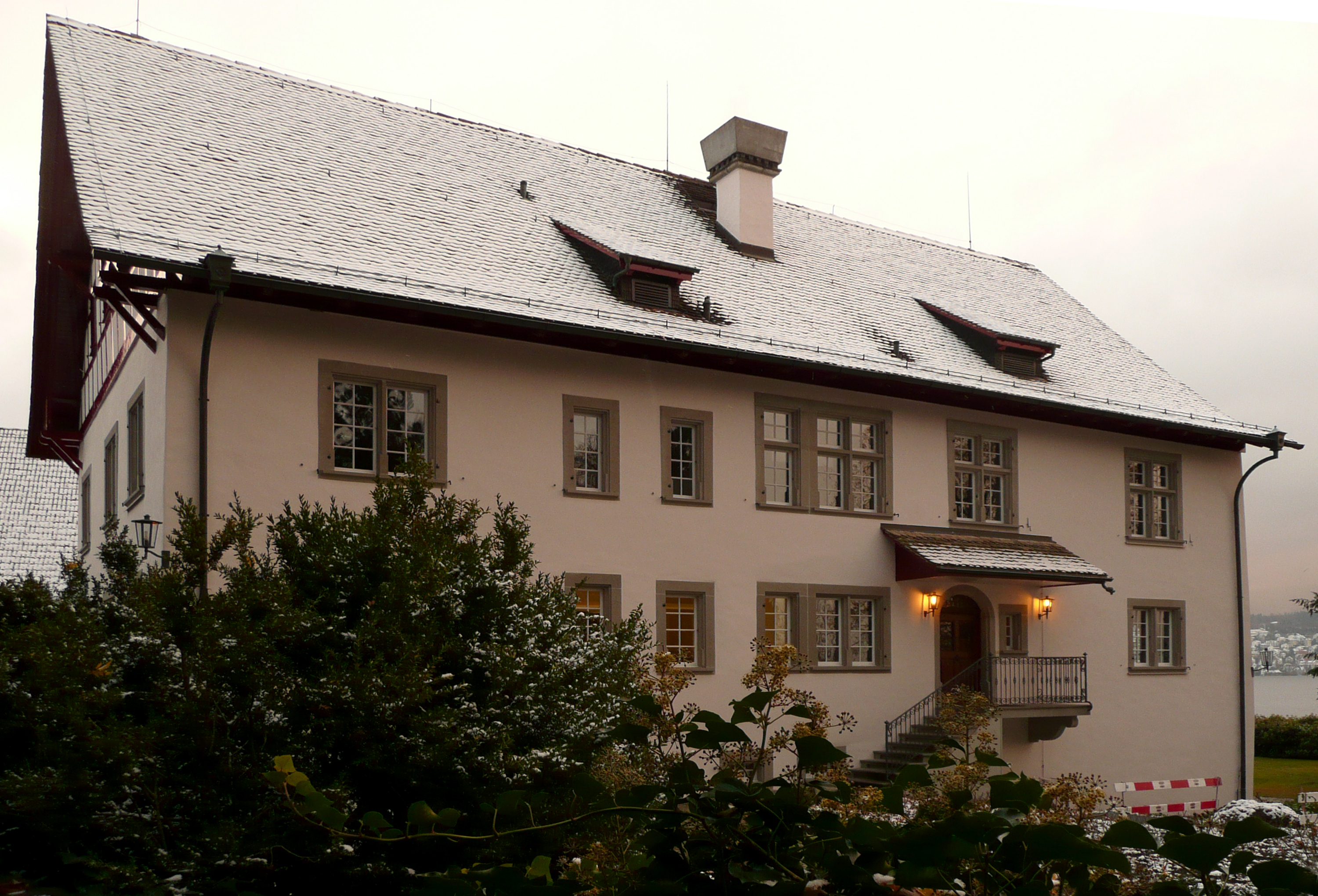
Clădirea C. G. Jung-Institut Zurich din Küsnacht

C. G. Jung-Institut Zürich din Küsnacht a fost fondat în 1948 de către psihiatrul Carl Gustav Jung, fondatorul psihologiei analitice. Un rol important în fondarea institutului și în primele sale cercetări l-au avut, de asemenea, Marie-Louise von Franz și Jolande Jacobi. Până în 1993 sediul institutului s-a aflat la Zürich.
Institutul a fost fondat pentru instruire și cercetare în domeniul psihologiei analitice și al psihoterapiei. C. G. Jung a condus institutul până în 1961, anul morții sale. Biblioteca Institutului cuprinde aproximativ 15.000 de cărți și reviste cu privire la diferite subiecte legate de domeniul psihologiei jungiene.
Pe plan mondial există mai multe alte organizații denumite Institutul C. G. Jung ca de exemplu Institutul C. G. Jung din Los Angeles.